# Salto do Lontra
Salto do Lontra ist ein brasilianisches Munizip im Südwesten des Bundesstaats Paraná. Es hat 15.223 Einwohner (2022), die sich Salto-Lontrenser nennen. Seine Fläche beträgt 313 km². Es liegt 462 Meter über dem Meeresspiegel.

## Etymologie
Der Ortsname Salto do Lontra bedeutet auf Deutsch Wasserfall des Lontra. Dabei handelt es sich um einen sehr schönen Wasserfall (salto) am Rio Lontra (deutsch: Otterfluss), der seinen Namen wegen der dort anzutreffenden Otter bekam.

## Geschichte

### Landnahme durch Posseiros
Salto do Lontra entstand um 1951, als die ersten Familien auftauchten, die mit der Besiedlung und Gründung des Dorfes begannen. Nicolau Inácio und seine Familie, deren Namen heute die Hauptstraße der Stadt trägt, waren die ersten Siedler, die mit der Erschließung des Gebietes begannen.
Im Jahr 1952 errichteten sie die erste Kapelle. Sie weihten sie der Nossa Senhora Aparecida, der Schutzpatronin Brasiliens.
Als erst einmal die Straße eröffnet war, kamen neue Familien hinzu. Sie waren Nachkommen von Deutschen, Italienern und Polen aus Rio Grande do Sul und Santa Catarina. Diese Familien brachten ihre Kulturen, Gewohnheiten und Traditionen mit.

### Kampf um das Land
Die Besiedlung der Region war jedoch mit zahlreichen Landkonflikten verbunden. Ausgelöst wurden sie durch den Interessenskonflikt zwischen der Colônia Nacional de General Osório (CANGO) und der Clevelândia Industrial e Territorial Ltda. (CITLA). Die CITLA machte mit ihren Bewaffneten den Einwohnern das Leben zur Hölle. Viele Einwohner des Dorfes sahen sich gezwungen, es zu verlassen. Dies gipfelte schließlich in der Revolta dos Colonos (Aufruhr der Landbesetzer) im Jahr 1957. Nach dem Eingreifen der Regierung zugunsten der Posseiros konnten die Familien zu ihren Aktivitäten zurückkehren und den Aufbau des Dorfes fortsetzen.

### Erhebung zum Munizip
Salto do Lontra wurde durch das Staatsgesetz Nr. 4823 vom 18. Februar 1964 aus Francisco Beltrão ausgegliedert und in den Rang eines Munizips erhoben. Es wurde am 13. Dezember 1964 als Munizip installiert.

## Geografie

### Fläche und Lage
Salto do Lontra liegt auf dem Terceiro Planalto Paranaense (der Dritten oder Guarapuava-Hochebene von Paraná). Seine Fläche beträgt 313 km². Es liegt auf einer Höhe von 462 Metern.

### Vegetation
Das Biom von Salto do Lontra ist Mata Atlântica.

### Klima
Das Klima ist gemäßigt warm. Es werden hohe Niederschlagsmengen verzeichnet (1864 mm pro Jahr). Im Jahresdurchschnitt liegt die Temperatur bei 20,2 °C. Die Klimaklassifikation nach Köppen und Geiger lautet Cfa.

### Gewässer
Salto do Lontra liegt im Einzugsgebiet des Iguaçu. Der Rio Jaracatiá bildet zusammen mit seinem rechten Zufluss Rio Bandeira die nördliche Grenze. Im Osten wird das Munizip vom Rio Jaracatiá begrenzt. Im Westen markiert der Rio Cotegipe die Munizipgrenze. Der namensgebende Rio Lontra durchfließt das Munizip von Süd nach Nord bis zu seiner Mündung in den Jaracatiá. Der Rio dos Micos entspringt nahe der PR-281 östlich des Hauptorts und mündet von links in den Jaracatiá.

### Straßen
Salto do Lontra ist über die PR-281 mit Santa Izabel do Oeste im Westen und mit Dois Vizinhos im Osten verbunden. Über die PR-471 kommt man im Norden nach Nova Prata do Iguaçu.

### Nachbarmunizipien
|                       | Nova Prata do Iguaçu                        | Boa Esperança do Iguaçu |
| Santa Izabel do Oeste | Kompassrose, die auf Nachbargemeinden zeigt | Dois Vizinhos           |
|                       | Nova Esperança do Sudoeste                  | Enéas Marques           |

## Stadtverwaltung
Bürgermeister: Fernando Alberto Cadore, PDT (2021–2024)
Vizebürgermeisterin: Sandra Ribeiro, PDT (2021–2024)

## Demografie

### Bevölkerungsentwicklung
| Jahr | Einwohner | Stadt | Land |
| ---- | --------- | ----- | ---- |
| 1970 | 31.448    | 7 %   | 93 % |
| 1980 | 34.251    | 21 %  | 79 % |
| 1991 | 14.297    | 32 %  | 68 % |
| 2000 | 12.757    | 44 %  | 56 % |
| 2010 | 13.689    | 54 %  | 46 % |
| 2022 | 15.223    |       |      |

Quelle: IBGE (2011) und Volkszählung 2022

### Ethnische Zusammensetzung
| Gruppe * | 1991    | 2000    | 2010    | wer sich als …                                                                   |
| --- | ------- | ------- | ------- | -------------------------------------------------------------------------------- |
| Weiße | 83,1 %  | 82,0 %  | 75,8 %  | weiß bezeichnet                                                                  |
| Schwarze | 0,8 %   | 6,6 %   | 1,8 %   | schwarz bezeichnet                                                               |
| Gelbe | 0,0 %   | 0,1 %   | 0,3 %   | von fernöstlicher Herkunft wie japanisch, chinesisch, koreanisch etc. bezeichnet |
| Braune | 16,1 %  | 10,8 %  | 22,1 %  | braun oder als Mischung aus mehreren Gruppen bezeichnet                          |
| Indigene | 0,0 %   | 0,1 %   | 0,0 %   | Ureinwohner oder Indio bezeichnet                                                |
| ohne Angabe | 0,0 %   | 0,4 %   | 0,0 %   |                                                                                  |
| Gesamt | 100,0 % | 100,0 % | 100,0 % |                                                                                  |
| *) Anmerkung: Das IBGE verwendet für Volkszählungen ausschließlich diese fünf Gruppen. Es verzichtet bewusst auf Erläuterungen. Die Zugehörigkeit wird vom Einwohner selbst festgelegt. |         |         |         |                                                                                  |

Quelle: IBGE (Stand: 1991, 2000 und 2010)

## Wirtschaft

### Kennzahlen
Mit einem Bruttoinlandsprodukt pro Einwohner von 25.169,77 R$ bzw. rund 5.600 € lag Salto do Lontra 2019 auf dem 261. Platz im unteren Mittelfeld der 399 Munizipien Paranás.
Sein hoher Index der menschlichen Entwicklung von 0,718 (2010) setzte es auf den 136. Platz der paranaischen Munizipien.

## Persönlichkeiten
- Moacir Goulart de Figueredo (* 1965), römisch-katholischer Ordensgeistlicher, Apostolischer Vikar von San Miguel de Sucumbíos in Ecuador